# Yuki Yokosawa
Yuki Yokosawa (jap. 横澤 由貴 Yokosawa Yuki; ur. 29 października 1980) – japońska judoczka. Srebrna medalistka olimpijska z Aten 2004, w wadze półlekkiej.
Wicemistrzyni świata w 2005; trzecia w 2003; piąta w 2001. Startowała w Pucharze Świata w latach 2000 i 2001. Złota medalistka igrzysk azjatyckich w 2006; piąta w 2002. Triumfatorka mistrzostw Azji w 2001; trzecia w 2005. Triumfatorka igrzysk Azji Wschodniej w 2001 roku.

## Letnie Igrzyska Olimpijskie 2004
| Konkurencja | Eliminacje          | Eliminacje                | Eliminacje                 | Finały                 | Finały               | Klas. końcowa |
| Konkurencja | Przeciwnik I        | Przeciwnik II             | Przeciwnik III             | Połfinał               | Finał                | Miejsce       |
| ----------- | ------------------- | ------------------------- | -------------------------- | ---------------------- | -------------------- | ------------- |
| 52 kg       | Ri Sang-sim (PRK) Z | Hortense Diédhiou (SEN) Z | Georgina Singleton (GBR) Z | Amarilis Savón (CUB) Z | Xian Dongmei (CHN) P | 2.            |